# عبد الله عبد الغني آل عبد الغني
عبد الله عبد الغني آل عبد الغني رجل أعمال وعضو سابق في مجلس الشورى القطري (البرلمان)، ويعتبر أحد أبرز رجال الأعمال في دولة قطر خلال القرن العشرين، فقد أسس مع إخوانه شركة تجارية في الخمسينات من القرن الماضي، لتجارة السيارات وأصبحت فيما بعد الوكيل الحصري لسيارات تويوتا اليابانية في عام 1964 في دولة قطر

## نشأته
وُلد في عام 1923م ونشأ في مدينة الوكرة،(جنوب الدوحة)  وارتبط مع أهلها بعلاقات وثيقة حيث كان له دورٌ كبير مع أسرة آل عبد الرحمن آل ثاني، وأيضًا مع شيوخ الوكير فكان لهم الأثر الكبير في مسيرة حياته.  تُوفِيَ والده وهو في سن السادسة عشرة من عمره فتسلَّم راية الكفاح، وعمل بجدٍ واجتهاد ليصنع لنفسه ولعائلته مستقبلًا مشرقًا، وليُسهم بنصيب كبير في نهضة بلاده قطر.

## أعماله
كانت بدايته مع الغوص، وتجارة اللؤلؤ، انتقل بعدها للعمل بالتجارة بأشكالها المختلفة حيث أنشأ شركة مقاولات على أسس علمية حديثة. ثم وفي عام 1958 أسس مع اخوانه عبد الجليل وعبد الغني، شركة عبد الله عبد الغني وإخوانه والتي حظيت بنقلة نوعية كبرى في عام 1964  حين  حصلت  على الحق الحصري لبيع وتوزيع سيارات تويوتا اليابانية في دولة قطر.

## نشاطاته العامة
عُين عضوا في مجلس الشورى الأول بالفترة من 1972 - 1990، وكان له دورٌ فاعل في إبداء الرأي والمشورة حول ما كان يُطرح على المجلس للنقاش. كما كان من المُؤسِسين للهلال الأحمر القطري، وعضوًا في مجلس إدارته، وساهم في بناء المساجد والمنشآت الخيرية الأخرى داخل قطر وخارجها، وطبع الكثير من نسخ القرآن الكريم والكتب الدينية.
أما في اسهاماته في مجال الأعمال، فقد كان من المُؤسِسين لغرفة تجارة وصناعة قطر، وعضوًا في مجلس إدارتها. كما انه أيضا أحد مؤسسي بنك قطر الوطني، ونائبًا لرئيس مجلس إدارة البنك.

## وفاته
تُوفِيَ عبد الله عبد الغني عصر الجمعة الموافق 28 - 07 - 2000م